# Флаг Западного Дегунина
Флаг внутригородского муниципального образования За́падное Дегу́нино в Северном административном округе города Москвы Российской Федерации.
Флаг утверждён 17 февраля 2004 года и внесён в Геральдический реестр города Москвы с присвоением регистрационного номера ?.

## Описание
«Флаг муниципального образования Западное Дегунино представляет собой двустороннее, прямоугольное полотнище с соотношением сторон 2:3.
Полотнище флага состоит из пяти вертикальных полос: белой, голубой, белой, голубой и белой. Ширина центральной белой полосы составляет 8/15 длины полотнища, остальные полосы равновелики.
На центральную полосу помещено изображение красной, острозубчатой и окантованной с боков и снизу чёрной нитью, укороченной полосы, прилегающей к верхнему краю полотнища. Габаритные размеры полосы составляют 11/24 длины и 7/8 ширины полотнища. Ширина чёрной нити составляет 1/96 длины полотнища.
В центре полотнища, на красной полосе помещено изображение белого «древа жизни Гиппократа». Габаритные размеры изображения составляют 1/4 длины и 7/16 ширины полотнища».

## Обоснование символики
Белый цвет полотнища означает расположение муниципального образования в северной «холодной» части Москвы.
Две голубые полосы символизируют речки Бусинку и Лихоборку, протекающие по территории муниципального образования.
Уширенная красная полоса окантованная снизу и с боков чёрной нитью, символизирует исторический центр местности — «полуостров», образованный тремя ветвями Спиркина оврага. Красный цвет полосы, повторяя цвет пламени, символизирует выжженную землю — «дегун».
Белое «древо жизни Гиппократа» символизирует ряд учреждений здравоохранения, медицинской науки и социальной защиты, расположенных на территории муниципального образования.